# Akhtaranda
L'Akhtaranda (en russe : Ахтаранда) est une rivière de Russie qui coule en République de Sakha, en Sibérie orientale. C'est un affluent de la rivière Viliouï en rive gauche, donc un sous-affluent de la Léna.

## Géographie
L'Akhtaranda prend naissance dans la taïga est-sibérienne qui couvre le plateau du Viliouï, lui-même partie nord-est du plateau de Sibérie centrale. La rivière se dirige droit vers le sud, plus ou moins parallèlement, mais plus à l'est, au cours supérieur du Viliouï. Après avoir parcouru ainsi près de 75 kilomètres, elle finit par se jeter dans le Viliouï en rive gauche, au niveau du grand lac de barrage Viliouïskoïe vodokhranilichtche (Вилюйское водохранилище).

## Le gel
La rivière est prise par les glaces aux environs de la mi-octobre, et reste gelée jusqu'à la mi-mai.
Le bassin versant de l'Akhtaranda, comme l'ensemble du bassin du Viliouï repose totalement sur un épais manteau de sol gelé en permanence ou pergélisol.

## Affluents
Le principal affluent est un tributaire de rive droite :
- le Batyr (221 km de long)

## Hydrométrie - Les débits mensuels au confluent du Batyr
Le débit de la rivière a été observé pendant 6 ans (années 1970 - 1975) à la station hydrométrique située 500 mètres en aval du confluent avec le Batyr, à une altitude de 239 m.
Le débit annuel moyen ou module observé à cette station sur cette période était de 58 m3/s pour une surface étudiée de 15 100 km2, soit 96 % de la surface totale du bassin versant de la rivière qui en compte 15 700. La lame d'eau d'écoulement annuel dans ce bassin se montait de ce fait à 121 millimètres, ce qui correspond aux valeurs observées sur les autres cours d'eau de la région.
Les hautes eaux se déroulent au printemps et au début de l'été, de mai à juillet, ce qui correspond au dégel. De juin à août, le débit baisse fortement, puis un rebond de moyenne ampleur, a lieu au mois de septembre, lié aux précipitations automnales ainsi qu'à la moindre évaporation en cette saison. À partir du mois d'octobre, le débit de la rivière baisse à nouveau, ce qui mène directement à la période des basses eaux ou étiage annuel. Celui-ci a lieu de la mi-octobre au début du mois de mai.
Le débit moyen mensuel observé de février à avril est de 0,00 m3/s, c'est-à-dire arrêt de tout écoulement, tandis que le débit moyen du mois de mai, maximum de l'année se monte à 356 m3/s, ce qui souligne l'amplitude très importante des variations saisonnières, même dans le contexte des cours d'eau sibériens, pourtant caractérisés par des écarts saisonniers importants. Sur la durée d'observation de 6 ans, le débit mensuel maximal s'est élevé à 465 m3/s en mai 1975.
En ce qui concerne la période estivale, libre de glaces (de juin à septembre inclus), le débit minimal observé sur cette même période, a été de 2,26 m3/s en août 1972, ce qui implique des étiages d'été parfois sévères.